# Coqueteau de La Clairière
Pour l’article ayant un titre homophone, voir Cocteau.
Michel Blondel de Coquetot, sieur de La Clérière, est un fonctionnaire français actif à Rouen entre 1659 et 1674. Sous le nom de Coqueteau de La Clairière, il est aussi un poète et dramaturge du Grand Siècle français.

## Éléments biographiques
Coqueteau de La Clairière a pour amis et protecteurs les frères Pierre et Thomas Corneille. La première représentation de sa tragédie Oreste et Pylade a lieu le 23 novembre 1659 ; elle rapporte 540 livres, ce qui est une recette normale pour cette occasion. Elle est mise en scène par la troupe de Molière, peu de temps après son arrivée à Paris. Le registre de l'acteur La Grange est l'un des rares témoins de l'existence de cette pièce, qui n'est jouée que trois fois. La troupe avait déjà lié connaissance avec Coqueteau durant un passage à Rouen, d'où son choix d'acteurs pour la première. Dans une lettre amère à l'abbé de Pure  datée du 1er décembre 1659, Thomas Corneille accuse cependant la troupe de Molière d'être la cause de cet échec : selon lui, elle n'a jamais sut bien jouer des tragédies et son public a toujours préféré les comédies.
En 1660, le sieur de Somaize publie anonymement le pamphlet La pompe funèbre de Mr. Scaron, où il l'égratigne sous le nom du « Rotomageois, Cocto ». Quarante auteurs attaqués répondent à l'anonyme en écrivant chacun une épigramme, celle de La Clairière commence ainsi : 
Quoy que Rotomageois, il faut que je t'avouë

Que ton ouvrage est assez bon

Chacun, comme je crois, le louë ;

Mais il sent un peu le baston.
La Clairière assiste à la première du Misanthrope le 4 juin 1666, au Palais-Royal. En tant que conseiller, il siège en 1668 parmi les officiers de l'Amirauté de France à Rouen, ainsi que parmi les maîtres particuliers aux Eaux et Forêts.
Dans son Théâtre françois publié en 1674, Samuel Chappuzeau le place parmi les auteurs actuels qui avaient déjà cessé leur activité littéraire. Chappuzeau n'a pas retenu Oreste et Pylade, mais indique que le dramaturge a aussi écrit Iphigénie et Amurat, sans les dater.

## Œuvres
- Oreste et Pylade, 1659.
- Iphigénie, date inconnue.
- Amurat, date inconnue.